# Роло Мей
Роло Мей (на английски: Rollo May) е американски екзистенциален психолог. Той е автор на влиятелната книга „Любов и воля“ през 1969 г.
Макар че често е асоцииран с хуманистичната психология, той се различава от другите хуманистични психолози като Вирджиния Сатир, Ейбрахам Маслоу и Карл Роджърс, в наблягането върху трагичните размери на човешкото съществуване. За разлика от тях, той построява мисленето си около принципите на екзистенциалната философия. Мей е близък приятел на теолога Паул Тилих. Неговите работи включват „Любов и Воля“ и „Куража да създаваш“, по-късно и книгата на Тилих „Мъжеството да бъдеш“.